# Одинцово (Сонковский район)
Одинцово — деревня в Сонковском районе Тверской области, входит в состав Григорковского сельского поселения.

## География
Деревня находится на берегу реки Корожечна в 13 км на юго-запад от центра поселения деревни Григорково и в 19 км на юг от районного центра Сонково, в 1 км на север от деревни на другом берегу Корожечны расположен погост Одинцово (Беклемишево).

## История
В 1800 году на погосте Одинцово близ деревни была построена каменная Казанская церковь с 3 престолами, метрические книги с 1780 года. 
В конце XIX — начале XX века деревня вместе с погостом входили в состав Васьянской волости Кашинского уезда Тверской губернии. 
С 1929 года деревня Одинцово входила в состав Зубаревского сельсовета Сонковского района Бежецкого округа Московской области, с 1935 года — в составе Калининской области, с 1994 года — в составе Зубаревского сельского округа, с 2005 года — в составе Григорковского сельского поселения.

## Население
| 1859 | 1889 | 2002 | 2010 |
| ---- | ---- | ---- | ---- |
| 288  | ↗294 | ↘20  | ↘14  |

## Достопримечательности
На погосте Одинцово (Беклемишево) близ деревни расположена недействующая Церковь Казанской иконы Божией Матери (1800).